# ستيف باكلي
ستيف باكلي (بالإنجليزية: Steve Buckley)‏ هو لاعب كرة قدم بريطاني في مركز الدفاع، ولد في 16 أكتوبر 1953 في Eastwood, Nottinghamshire ‏ في المملكة المتحدة. لعب مع ديربي كاونتي ونادي بوسطن يونايتد ونادي بيرتن ألبيون ونادي لوتون تاون ونادي لينكولن سيتي.